# Marracos
Marracos là một đô thị ở tỉnh Zaragoza, Aragon, Tây Ban Nha. Theo điều tra dân số 2004 của Viện thống kê Tây Ban Nha (INE), đô thị này có dân số là người. Diện tích đô thị này là ki-lô-mét vuông. Đô thị này nằm ở độ cao m trên mực nước biển.